# Sävja
Sävja – miejscowość (tätort) w Szwecji, w regionie administracyjnym (län) Uppsala, w gminie Uppsala.
Według danych Szwedzkiego Urzędu Statystycznego liczba ludności wyniosła: 9723 (31 grudnia 2015), 9691 (31 grudnia 2018) i 9914 (31 grudnia 2019).